# イボガイン
イボガイン（ibogaine）は、インドールアルカロイドの1種で、長時間作用型の幻覚剤である。天然にはキョウチクトウ科の植物、特にイボガ（Tabernanthe iboga, アフリカ西部産の多年生小潅木）の根皮に多く含まれる。
メサドンとは異なりオピオイドに限らず、様々な薬物依存症の治療に利用する事が模索されている。ただし、イボガインを多量に摂取すると、麻痺、痙攣、死につながる場合がある。

## 処方
古くはイボガの根の皮を噛む方法で、イボガインなどの含有成分を摂取していた。販売されている形態としては、イボガイン塩酸塩の結晶やインドラ（Indra）という抽出物が知られる。研究用には、結果のばらつきを減らすために、純粋なアルカロイドの形である塩酸塩が好まれる。インドラにはイボガの根が持つ13種のアルカロイドが含まれると言われ、アフリカの民間伝承で使われていた天然物に、より近い効果が得られる。

## 歴史
1901年にディボフスキ (Dybowski) とランドリン (Landrin)、およびハラー (Haller) とヘッケル (Heckel) によって、それぞれ独立にイボガから単離された。植物体の標本は1800年代中頃のアフリカ、ガボンで採取された物で、そこではブウィティ (Bwiti) と呼ばれる宗教の儀式に使われていた。
イボガインの全合成は、1966年にビュッヒ (Büchi) によって達成された。それ以来、幾通りかの全合成経路が開拓された。
イボガインを薬物使用障害の治療薬として利用することが最初に提案されたのは、1985年に認められたハワード・ロストフ (Howard Lotsof) によるアメリカ合衆国特許である。イボガインがオピオイドからの離脱症状の緩和に効果を持つ事は、Dzoljic らによるラットを用いた実験によって1988年に示された。さらにモルフィンの自己投与の回避に効果を有する事が、1991年のグリック (Glick) らの前臨床試験によって示された。また、オピオイドではないものの、コカインの自己投与を低減させられる事が、1993年のキャッペンディーク (Cappendijk) らのラットの実験によって示された。さらに、アルコール依存症の治療にも有効であるという動物実験の結果が、レズヴァニ (Rezvani) により1995年に報告された。
1990年代初頭に、アメリカ国立薬物乱用研究所 (NIDA) はイボガインの治験第I相を開始したが、知的財産権および資金の問題により難航している。
薬物依存症のヒトの被験者においてイボガインがオピオイド離脱症状を緩和する効果を示すデータは、1999年にアルパー (Alper) ら、2000年にマッシュ (Mash) らにより報じられた。

## 研究
アメリカ国立薬物乱用研究所（NIDA）は、1990年代初頭からイボガインの研究プロジェクトに資金援助を行っていた。しかし、他の報告により、非常に大量を投与すると脳に損傷を与える可能性が、また既往症を持つ患者は致死性の不整脈を起こす可能性が有るとされたこと、さらに、イボガインに関する研究において不適切な予算使用が行われたため、NIDAは1995年に臨床研究へ発展させる試みを取りやめた。しかし個別・間接的な資金提供は継続しており、しばしばイボガインに関する論文の誌上発表に際し助成金の供出元としてNIDAが挙げられている。
加えて、何年にもわたる研究成果と基本的手法の数々の大幅な変更により、2006年8月17日に、幻覚剤研究学際協会 (MAPS) により資金提供を受けた研究チームが、カナダ治験審査委員会 (Canadian Institutional Review Board) から長期的観測による事例研究を遂行することの「無条件認可」を得た。その研究では、バンクーバーのイボガ・セラピー・ハウス (Iboga Therapy House) において、イボガインを用いたオピエート依存症からの脱却・治療を求める20人の被験者について物質使用による変化などの調査を行う。

## 生理作用
ヒトにおいて低用量では、中程度の効果を持つ覚醒剤として作用する。高用量では幻覚や運動失調を伴う一時的症状が見られる。最も良く研究されている長期的な治療効果は、オピオイドの禁断症状を軽減し、オピオイドへの依存症を一部あるいは完全に停止させるのを助けるらしい、という点である。
さらに、オピオイドの依存症の治療のために用いるメサドンとは異なり、イボガインの場合は、エタノール、メタンフェタミン、ニコチンなど他の薬物への依存症の治療にも有効な可能性があり、薬物依存（化学的依存）ではなく心因性の依存に効果を有する事を示唆する研究結果も示されている。クラウディオ・ナランホ (Claudio Naranjo) によって心理療法に補助的に用いられており、その仕事は The Healing Journey に著されている。

## 薬理学
イボガインの薬理は非常に複雑であり、多数の異なる神経伝達物質系に同時に作用する事が知られている。ただし、いずれの標的部位においても作用強度がかなり低いため、強い効果を期待しないならば、大抵は体重1 kg当たりイボガインを5 mg、複数の薬物依存に重度に陥っている場合には30 (mg/kg)の用量で使われる。それ以上の量をヒトに対して用いた場合は、治療上有用であるのか、医学上危険であるか、単に持続時間が延びるだけなのかについては、不明である。

### 作用機序と薬力学
イボガインの作用機序として、脳の腹側被蓋野 (VTA) でグリア細胞株由来神経栄養因子 (GDNF) を活性化するという経路が提唱されている。この説はエタノールを用いたラットでの前臨床的研究に主に基づいており、そこでは40 (mg/kg)のイボガインを投与すると、GDNFによるRNA発現量が増加し、エタノールの摂取量を減らしても神経毒性や細胞死が見られなかったとしている。
イボガインはα3β4ニコチン性アセチルコリン受容体に対する非競合的な受容体拮抗薬であり、中程度の親和力で結合する。なお、イボガイン以外にも複数のα3β4拮抗薬が知られており、ブプロピオン (Zyban) やメカミラミンはニコチン依存症の治療に用いられている。このα3β4拮抗作用から依存症を低減する効果が理解できる。α3β4チャネルとNMDAチャネルは互いに似ており、管腔中に有る、それらのチャネルの結合部位には種々の同じリガンド（例えばデキストロメトルファン (DXM) など）が結合する。ある研究では、イボガインの抗依存症作用はNMDA受容体拮抗薬として作用する事による可能性が有ると指摘している。しかしながら、18-メトキシコロナリジン (18-MC) などのようにα3β4チャネルとNMDAチャネルに選択性を持つリガンドには、活性の漸減は見られない。
オピオイドおよびグルタミン酸作動性の系に対する作用も、イボガインの抗依存症効果に寄与しているのではないかと考えられている。イボガインで治療を受けた人は、投与後およそ1時間以内にオピオイドの禁断症状が休止したと報告している。
イボガインは弱い5-HT2A受容体リガンド、またσ2受容体拮抗薬でもある。

### 代謝
ヒトでイボガインは、シトクロムP450の2D6によって速やかに代謝される。したがってイボガインの効果が、投与後に48時間以上続くことは期待できない。ヒトにおいてイボガインの主要な代謝物は、ノルイボガイン（12-ヒドロキシイボガミン）であり、これはメトキシ基がフェノール性のヒドロキシ基に置き換わった構造を持つ。イボガインとノルイボガインの排出半減期は共に約30分である。イボガインは脂肪中に蓄積され、放出される際にノルイボガインに代謝されると考えられている。ノルイボガインの血漿中濃度はイボガインよりも高くなるため、より長時間にわたってノルイボガインは検出され続け得る。
なお、代謝物であるノルイボガインは、生理的に不活性な物質ではなく、幾つかの受容体や輸送体に対する活性については、むしろイボガインよりも高い。ノルイボガインは、ほぼ確実に選択的セロトニン再取り込み阻害薬であり、κ-オピオイド受容体とμ-オピオイド受容体に対してそれぞれ中程度、あるいは弱い完全拮抗薬として働く。それゆえメサドンのような化合物と同様にオピエート補充療法に用いられ得る。また、イボガインの自覚効果を試験した際のラットによる薬物弁別試験において、ノルイボガインは、より強力な作用を持つ事が示されている。

### 誘導体
イボガインの合成誘導体である 18-メトキシコロナリジン (18-MC) は選択的α3β4拮抗薬である。神経学者スタンリー・グリック (Stanley D. Glick, Albany) と化学者マーチン・キューネ (Martin E. Kuehne, Vermont) によって共同開発された。

## 用途

### 薬物依存症
薬物嗜癖をイボガインによって治療する方法を支持する者は、公式・非公式な病院内での団体や自立支援団体を設立してきた。それらはカナダ、メキシコ、西インド諸島、コスタリカ、チェコ、フランス、スロベニア、オランダ、ブラジル、南アフリカ共和国、イギリス、ニュージーランドに存在し、イボガインを実験的な薬剤として利用している。イボガインの性質は完全には明らかになっていないものの、最も有効な治療法として10 (mg/kg)から20 (mg/kg)のイボガイン投与が想定されており、これによりオピオイドの禁断症状や欲求を絶てるとされている。多くのイボガイン服用者は白日夢を見ている最中に、彼らを薬物依存に駆り立てた原因であった個人的経験、あるいは彼らの持つ恐怖や負の感情に打ち克つのを助けるような癒しの効果を持つ神秘的幻覚を体験したと報告している。治療後に薬物を断っている時期の集中的なカウンセリングや治療は、大きな効果を持つであろうとされている。オピオイドや他の薬物への依存症を消失させるのに、より大きな効果を持つ、イボガインを用いた12から18か月にわたる第2、第3段階を必要とする患者もいる。しかしながら、少数の者は数日から数週間でオピオイド依存に完全に逆戻りしてしまう。イボガイン療法についての包括的論文として、ロストフによる「化学的依存障害の治療におけるイボガイン：臨床における展望 (Ibogaine in the Treatment of Chemical Dependence Disorders: Clinical Perspectives)」が知られ、方法・効果・後遺症の詳細が記されている。
2018年の研究によれば、1回のイボガイン治療によってオピオイドの禁断症状を緩和し、12か月後にも使用の減少が継続していた。
一方でイボガインは、エタノールやベンゾジアゼピンの禁断症状を、軽減しない。

### 慢性痛
1957年に、チバ社（現ノバルティス）の薬学者であったヤーグ・シュナイダー (Jurg Schneider) は、イボガインがモルヒネの鎮痛作用を強める事を見出した。しかし、さらなる研究は打ち切られ、チバ社の研究者によるイボガイン・オピオイド相互作用におけるデータは、それ以来発表されていない。およそ50年後、パトリック・クロウパ (Patrick Kroupa) とハッティ・ウェルズ (Hattie Wells) は、ヒトにおけるイボガインとオピオイドを併用した最初の治療方法を発表し、イボガインがオピオイド系薬物への耐性を減少させ、モルヒネの効きを良くする事を示した。クロウパらは Multidisciplinary Association for Psychedelic Studies (MAPS) 誌上で彼らの調査結果を発表し、「管理」された少量のイボガイン塩酸塩によってオピオイド耐性が減少したと述べた。

### 退行性神経症
イボガインのようにグリア細胞由来神経栄養因子 (GDNF) の発現を促進する基質は、パーキンソン病のような神経変性疾患の治療に対して恩恵をもたらすことが知られている。GDNF群の他のリガンドも、それに類する神経変性疾患、例えば筋萎縮性側索硬化症 (ALS) やアルツハイマー病などの治療に効果がある可能性を持つとされる。

## 副作用
治療用量においてはイボガインは24から48時間の活性期間を持つが、しばしば生理的・精神的な疲労をもたらし、運動失調を誘発する。これは20時間程度続き、より長引く場合もある。これに対して、悪心およびそれによる嘔吐はほとんど見られない。
治療用量で起こる不快な症状はイボガインを快楽目的の薬物として魅力に乏しい物としているが、より少量では覚醒剤としての効果を持つことが知られている。浣腸でイボガインを摂取し、内臓への副作用は無かったと報告する者もいる。
イボガインの使用は実験段階であって未だ議論の最中であり、治療中に致死性の不整脈が起こる可能性が有る、特殊な事例も示唆されている。そのような場合、患者からの自己申告が有ったにせよヘロインなど他の薬物を同時に摂取していたかどうかは不確かであり、また検死から確定的な証拠が得られないため、死亡率とイボガインの摂取の間の因果関係を強く疑うべきである。イボガインの服用後は心電図で不整脈が観測される場合がある。
- 1/427（3414人中11人の死亡） - 1989年-2006年のイボガインの治療利用[23]。
- 1/476（52350人中110人の死亡） - 比較としてメサドンの治療利用による死亡[23]。

1990年から2008年にイボガインの摂取に関連する死亡が報告され、既に罹患していた心臓病、エタノールやベンゾジアゼピンからの禁断症状の1つである振戦せん妄による死亡、乱用薬物の多剤併用に起因していた。イボガインは、エタノールやオピオイドによる耐性を低下させるため、イボガイン摂取後にこれらを耐性ができている状態を前提として乱用すると、危険な用量に至り得る。
また、双極性障害、統合失調症、てんかんなどは、イボガインが脳内の神経伝達物質の挙動を変えるため、イボガインを使用した結果、これらの症状が悪化する可能性がある。

## 法的状態
アメリカ合衆国において、イボガインは1966年にLSDやメスカリンなどと共に規制物質法においてスケジュールIに分類された。それ以来、スウェーデン、デンマーク、ベルギー、スイスなど他の国々もイボガインの販売や所持を禁止した。
一方で2006年初め、スウェーデンにおいて、薬物依存抑止の目的にイボガインを提供する問題のために、非営利基金の設立が決定された。

## 主要なメディアでの取り扱い
アメリカ合衆国の公共ラジオシリーズ This American Life の放送で2006年12月1日の週のトピックとして取り上げた。
「一か八か (Sink or Swin)」と題され、元薬物依存症の人物によるイボガインを使った秘密の依存症治療サービスに関する告白が述べられた。
しかしながら、主要なメディアではイボガインの性質について、完全に誤解した扱われ方をしており、以下のような事例が有る。
- Xファイル、第8シーズン、エピソード7 「第三の目 (Via Negativa)」。2000年12月17日初回放送。連続殺人者・カルトリーダーがイボガインを儀式に使い、犠牲者を殺害した。
- CSI: 科学捜査班、第4シーズン、エピソード16 「向こうの世界を見た女 (Getting Off)」。2004年2月26日初回放送。犠牲者はイボガインを与えられ、容疑者は犠牲者を襲った時にイボガインを服用していた。

ゴンゾ・ジャーナリスト（ゴンゾ・ジャーナリズム gonzo journalism は独特の誇張表現の意）であるハンター・トンプソン (Hunter S. Thompson) は、アメリカ民主党の大統領候補であったエドマンド・マスキーは1972年の選挙運動中にイボガインを使用していた、などと主張した。この件は1972年のローリング・ストーン誌の記事にも収録された。トンプソンは彼自身もイボガインを使っていたと述べた。